# 잉그리트 베커
잉그리트 미클러 - 베커(독일어: Ingrid Mickler - Becker, 1942년 9월 26일 ~ )는 전 서독의 육상 선수로 하계 올림픽 2관왕이다.
노르트라인베스트팔렌주 게제케에서 태어난 베커의 국제 경력은 1960년부터 1972년까지 지속되었다. 그녀는 1968년 멕시코시티 올림픽에서 5종 경기와 1972년 뮌헨 올림픽에서 400m 릴레이의 금메달을 획득하였다.
그녀는 1969년 유럽 선수권에서 400m 릴레이 팀의 일원으로서 은메달을 따고, 이듬해 유러피언 컵에 나가 100m에서 우승 후보로 보이던 동독의 레나테 슈테허를 꺾고 우승하였다.
베커는 1971년 유럽 선수권에서 2개의 금메달(멀리뛰기와 400m 릴레이)을 획득하였다.
1990년 라인란트팔츠주의 국무장관이 되었으나, 1991년 선거에서 그녀의 정당 기독교민주연합이 패하여 그 직에서 물러났다.
베커는 독일 올림픽 위원회의 개인적 회원이다.